# Xu Yunlong
Xu Yunlong (徐雲龍T, 徐云龙S, Xú YúnlóngP; Pechino, 17 febbraio 1979) è un ex calciatore cinese, difensore.

## Carriera

### Club
Iniziò la sua carriera nella stagione calcistica del 1999 con il Beijing Guoan, quando entrò nella prima squadra e fece 13 presenze in campionato. Nella stagione 2008 venne nominato vice capitano e poco dopo nel 2009 vinse il titolo di capitano della squadra.

### Nazionale
Ha fatto il suo debutto contro la Jugoslavia il 5 maggio del 2000 in una sconfitta 2-0 per Bora Milutinović che usò Xu Yunlong principalmente come terzino destro. Con Multinović la carriera internazionale di Xu Yunlong fiorì prendendo il posto del precedente terzino destro Sun Jihai che uscì dalla squadra Nazionale durante il torneo della Coppa d'Asia 2000 e della prima fase di qualificazione della Coppa del Mondo. È stato costretto a fermarsi a causa di una polmonite e Sun Jihai riconquistò il suo posto all'interno della squadra; fu quindi convocato per i Mondiali 2002.

## Palmarès

### Club

#### Competizioni nazionali
- Campionato cinese: 1

Beijing Guoan: 2009
- Coppa della Cina: 1

Beijing Guoan: 2003
- Supercoppa di Cina: 1

Beijing Guoan: 2003